# Hole (Svrkyně)
Hole je vesnice v okrese Praha-západ, je součástí obce Svrkyně. Nachází se asi 1,6 km na severozápad od Svrkyně. Je zde evidováno 22 adres.

## Historie
První písemná zmínka o vesnici pochází z roku 1224.

## Přírodní poměry
Jihozápadní částí katastrálního území protéká Zákolanský potok, jehož koryto a břehy jsou chráněné jako přírodní památka Zákolanský potok.

## Pamětihodnosti
- Kaplička se zvonicí z roku 1817